# Walckenaeria grandis
Walckenaeria grandis là một loài nhện trong họ Linyphiidae.
Loài này thuộc chi Walckenaeria. Walckenaeria grandis được Jörg Wunderlich miêu tả năm 1992.